# Světelná studna

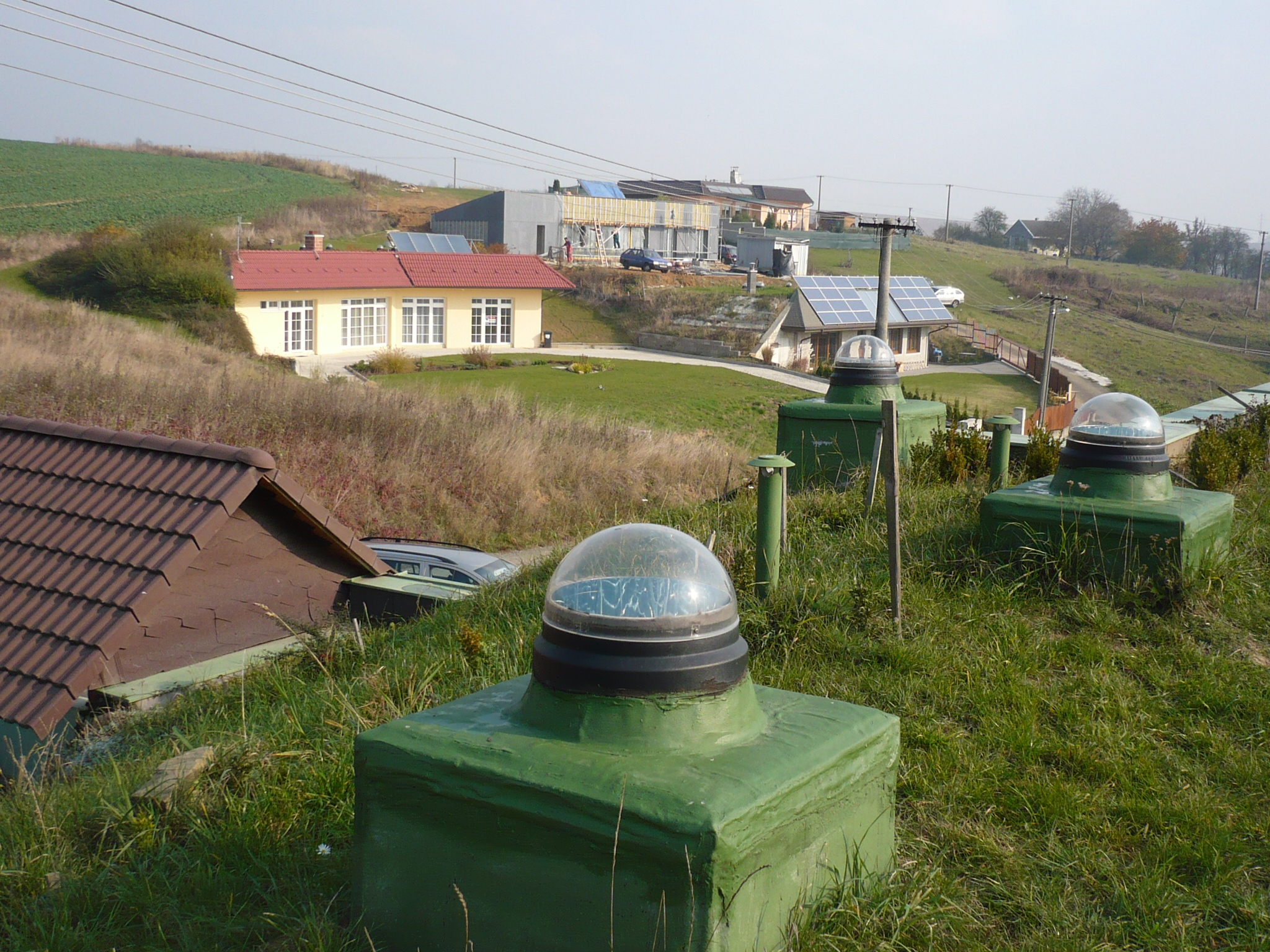
V popředí světelná studna pasivního domu

Světelná studna (světelný komín či světelný tubus) je v architektuře typ světlovodu, který má za úkol vést sluneční světlo (přímé, ale i difúzní) z vnějšího prostředí (nejčastěji střecha domu) do vnitřního.

## Popis
Jedná se o krátké kruhové potrubí, ústící nad střechou, vyložené po obvodu speciálním vysocereflexním (zrcadlícím) materiálem. Využívá fyzikálního jevu odrazu světla.

Světelnou studnu tvoří tři hlavní části:
- střešní kopule – vně budovy
- světlovodné potrubí – uvnitř
- difuzér světla (rozptylovač světla) – uvnitř

Studna je schopna odrazit 95–99 % slunečního záření (maximum udáváno výrobcem Solatube).

S výhodou se ji využívá např. u nízkoenergetických staveb ke snížení nákladů na elektrickou energii nutnou pro osvětlení prostor. Užívá se jí tam, kde konstrukce neumožňuje užití klasických oken či jejich zvětšení a kde cílem je přivádět světlo
Vytváří iluzi okna a výhledu.

## Historie
Používání světelné studny bylo známo již starověkým civilizacím, zejména Egypťanům, ale zmínky poukazují i užívání v mínojském paláci Knossosu na Krétě. Římané rovněž znali světlovody na způsob světelné studny.

## Užití
- v pokojích bez oken (např. sociální prostory) s nižšími požadavky na osvětlení

## Výhody
+ tepelná izolace (menší úniky tepla než v případě světlíků)
+ bezpečnost (vzhledem k malému průměru studny cca 250 mm - 500 mm není možný vstup do objektu)

## Nevýhody
− nevhodný pro obytné místnosti (frustrace z nepřítomnosti okna, nedostatečné prosvícení prostoru)
− nároky na finance a nainstalování studny

## Poznámka
Po nainstalování musí být splněny požadavky dle ČSN 73 05 80 (Denní osvětlení obytných budov) a ČSN 36 00 11 (Měření osvětlení vnitřních prostorů).